# Philosophical Magazine
Philosophical Magazine es una de las más antiguas revistas científicas publicadas en inglés. Iniciado en 1798 por Alexander Tilloch, en 1822 Richard Taylor se convirtió en redactor común y se ha publicado continuamente por Taylor & Francis desde entonces, era la revista de elección para intelectuales como Faraday, Joule, Maxwell, J.J. Thomson, Rutherford y John Strutt, tercer barón Rayleigh. En efecto, el desarrollo de la ciencia desde hace más de 200 años se puede rastrear exhaustivamente en sus páginas.

## Historia

### Inicios
El nombre de la revista se remonta a una época en que la "filosofía natural" abarcaba todos los aspectos de la ciencia: la física, la química, la astronomía, la medicina, la botánica, la biología y la geología, además de los fenómenos naturales de diversa índole, por ejemplo, terremotos, erupciones volcánicas, rayos y auroras polares. El primer artículo publicado en la revista lleva a 'Cuenta de la patente de motor del señor Cartwright" (Account of Mr Cartwright’s Patent Steam Engine). Otros artículos en el primer volumen incluye "Métodos de descubrir si el vino ha sido adulterado con cualquier metal que sean perjudiciales para la salud" (Methods of discovering whether Wine has been adulterated with any Metals prejudicial to Health) y "Descripción de los aparatos utilizados por Lavoisier para producir agua de sus partes componentes, oxígeno e hidrógeno" (Description of the Apparatus used by Lavoisier to produce Water from its component Parts, Oxygen and Hydrogen).

### SigloXIX
A principios del siglo XIX, los papeles clásicos de Humphry Davy, Michael Faraday y James Prescott Joule animada páginas de la revista, y en la década de 1860, James Clerk Maxwell contribuyó con varios artículos largos, que culminó en un documento que contiene la deducción de que la luz es una onda electromagnética o, como él decía a sí mismo: "difícilmente podemos evitar la conclusión de que la luz consiste en ondulaciones transversales del mismo medio que es la causa de los fenómenos eléctricos y magnéticos". El famoso artículo experimental de Albert Abraham Michelson y Edward Morley fue publicado en 1887 y esto fue seguido diez años más tarde por "rayos catódicos" artículo de Joseph John Thompson - esencialmente el descubrimiento del electrón.
En 1814, la Philosophical Magazine se fusionó con la Revista de Filosofía Natural, Química y las Artes (Journal of Natural Philosophy, Chemistry and the Arts), también conocida como el Diario de Nicholson o Nicholson's Journal (publicado por William Nicholson), para formar la The Philosophical Magazine and Journal. Fusiones adicionales con los Anales de Filosofía (Annals of Philosophy) y El Diario de Ciencia de Edimburgo (The Edinburgh Journal of Science) llevó a la retitulación de la revista en 1840, como "The London, Edinburgh and Dublin Philosophical Magazine and Journal of Science". En 1949, el título volvió a The Philosophical Magazine.

### SigloXX
En la primera parte del siglo XX, Ernest Rutherford era un contribuidor frecuente. Una vez le dijo a un amigo que "Mira el próximo número de Philosophical Magazine; ¡Es altamente radiactivo!" (watch out for the next issue of Philosophical Magazine; it is highly radioactive!) Además de su trabajo sobre la comprensión de la radiactividad, Rutherford propuso los experimentos de Hans Geiger y Ernest Marsden que verificó en su modelo nuclear del átomo y llevó al famoso artículo de Niels Bohr sobre los electrones planetarios, que se publicó en la revista en 1913. Otra contribución clásica de Rutherford fue titulado "Colisión de las partículas α con átomos ligeros IV. Un efecto anómalo en nitrógeno" (Collision of α Particles with Light Atoms. IV. An Anomalous Effect in Nitrogen) un artículo que describe no menos que la primera transmutación artificial de un elemento.
En 1978, la revista se divide en dos partes independientes, Philosophical Magazine A y Philosophical Magazine B. La parte A publicó documentos sobre la estructura, los defectos y las propiedades mecánicas, mientras que la parte B se centró en la mecánica estadística, las propiedades electrónicas, ópticas y magnéticas.

### Actualidad
Desde mediados del siglo XX, "Phil Mag" (así se conoce a la revista de modo cariñoso), se ha centrado en la física de la materia condensada y publicado trabajos importantes sobre las dislocaciones, las propiedades mecánicas de los sólidos, sólidos amorfos, los semiconductores y las gafas. Como las materias evolucionaron, se hizo más difícil de clasificar la investigación en distintas áreas, que ya no era considerado necesario publicar la revista en dos partes, por lo que en 2003 las partes A y B volvieron a fusionarse. En su forma actual, 36 números de la Philosophical Magazine son publicados cada año, complementada con 12 números de la Philosophical Magazine Letters.

## Series
Durante sus 200 años de historia, Philosophical Magazine en ocasiones ha reiniciado sus números al volumen 1, designando una nueva "serie" cada vez. Las series de la revista son las siguientes:
- Philosophical Magazine, Serie 1 (1798-1826), los volúmenes del 1 al 68
- Philosophical Magazine, Serie 2 (1827-1832), los volúmenes del 1 al 11
- Philosophical Magazine, Serie 3 (1832-1850), los volúmenes del 1 al 37
- Philosophical Magazine, Serie 4 (1851-1875), los volúmenes del 1 al 50
- Philosophical Magazine, Serie 5 (1876-1900), los volúmenes del 1 al 50
- Philosophical Magazine, Serie 6 (1901-1925), los volúmenes del 1 al 50
- Philosophical Magazine, Serie 7 (1926-1955), los volúmenes del 1 al 46
- Philosophical Magazine, Serie 8 (1955-presente), los volúmenes del 1 al 89 (hasta diciembre de 2009)

Si la numeración no se hubiera producido, el volumen de 2009 (serie 8, volumen 89) habría sido el volumen 401.